# Ignace Reiss

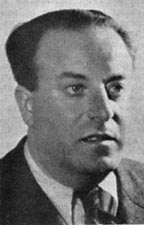
Ignace Reiss

Ignace Reiss  (1899–1937), también conocido bajo los alias de "Ignace Poretsky", "Ignatz Reiss"," "Ludwig," "Ludwik", "Hans Eberhardt", "Steff Brandt", "Nathan Poreckij" y "Walter Scott (un oficial de la inteligencia militar de Estados Unidos) fue uno de los "grandes ilegales" o espías soviéticos que trabajaban en países terceros, de los que no eran nacionales, a finales de los años 1920 y en los años 1930. Un equipo de la NKVD lo asesinó en septiembre de 1937, cerca de Lausana, Suiza, unas pocas semanas después de haber declarado que desertaba en una carta dirigida a Stalin. Era amigo de toda la vida de Walter Krivitsky; su asesinato influyó en el momento y la forma de la deserción Whittaker Chambers unos meses más tarde.

## Carrera

### Vida temprana
Reiss se llamaba realmente Nathan Markovic Poreckij y nació en 1899, en Podwołoczyska (Pidvolochysk), en Galitzia, Austria-Hungría, en la orilla occidental del río Zbruch, separada por ese río de Volochysk, en Podolia, entonces Rusia zarista (ahora en Ucrania). Su madre era una rusa judía del "otro lado del río" pero su padre no era judío. Su padre los mandó a su hermano mayor y a él a Lvov (la moderna Lviv), capital provincial, donde se educó. Allí hizo amistad, para toda vida, con otros niños, algunos de los cuales se convertirían en espías comunistas más tarde. Entre estos chicos, estaban Kalyniak, Willy Stahl, Berchtold Umansky ("Brun"), su hermano Mikhail Umansky ("Misha", más tarde "Ilk"), Fedia (más tarde "Fedin") y el joven Walter Krivitsky (nacido Samuel Ginsberg). Durante la Primera Guerra Mundial los amigos viajaban cuando podían a Viena, donde se reunían alrededor Fedia y su novia Krusia. El nombre Krusia (también "Kruzia") se convirtió en un nombre en clave entre los amigos en años posteriores. Reiss también visitó Leipzig, Alemania, para contactar con socialistas alemanes: allí conoció a Gertrude Schildbach, que más tarde ayudó a asesinarlo. Obtuvo una licenciatura en la Facultad de Derecho de la Universidad de Viena. En 1918 regresó a su ciudad natal, donde trabajó para el ferrocarril. Su hermano mayor fue asesinado durante la guerra polaco-soviética, en 1920.

### Cuarto Departamento: "Ludwig"
A principios de 1919 Reiss se unió al recién formado Partido Comunista Polaco (Partido Comunista de los Trabajadores de Polonia) ya que su ciudad natal se había convertido en parte de la Segunda República Polaca. El KPRP se adhirió estrechamente a las políticas de Rosa Luxemburgo. Julian Marchlewski (alias "Karski") representaba la KPRP en la Tercera Internacional, en marzo de 1919.
En el verano de 1919 recibió la orden de dirigirse a Viena, Austria, donde se trasladó de inmediato para trabajar, al servicio de la recién constituida Comintern, al servicio del "Cuarto Departamento del Estado Mayor", que luego se convertiría en el GRU (Departamento Central de Inteligencia del ejército soviético). Luego se encargó del trabajo del partido en Polonia. Allí conoció a Joseph Krasny-Rotstadt, un amigo de Rosa Luxemburgo (ya muerta en esa fecha) y (más importante) de su compatriota Félix Dzerzhinsky. Después de haber luchado en la Revolución Bolchevique Krasny dirigía el departamento de propaganda para Europa del Este. Durante este tiempo Reiss publicó algunos artículos como en una de las publicaciones de Krasny, llamada “La Guerra Civil”, bajo el seudónimo de "Ludwig".
A principios de 1920 Reiss fue en Moscú donde conoció a la que sería su esposa, Elisabeth (también "Elsa"). Durante la guerra ruso-polaca en 1920, Willy Stahl y él recibieron la orden de distribuir literatura bolchevique ilegal en Lvov. En 1921, cuando asumió el alias de "Ludwig" (o "Ludwik" en las memorias de su esposa), Reiss ya se había convertido en espía soviético, primero para la GPU / OGPU y más tarde la NKVD. En 1922, estaba trabajando de nuevo en Lvov, esta vez con otro amigo vienés de Fedia y Krusnia, Jacob Locker. Elisabeth también estaba en Lvov. Reiss fue arrestado y acusado de espionaje, lo que suponía una pena máxima de cinco años. Camino de la cárcel Reiss escapó del tren en Cracovia, para no volver a Polonia. 

De 1921 a 1929 Reiss prestó servicio en Europa Occidental, sobre todo en Berlín y Viena. Entre los huéspedes de la casa en la que residía en Berlín estaban Karl Radek y Larissa Reisner, exesposa de Fedor Raskolnikov (un oficial naval que narró la rebelión de Kronstadt). Entre sus amigos de Viena estaban Yuri Kotsiubynsky, Alexander Schlichter, Angélica Balabanov, Paul Ruegg, Ivan Zaporozhets, Alexander Lykov y Emil Maurer. En Ámsterdam, Reiss y su esposa conocieron a Henriette Roland-Holst, Hildo Krop, "H. C. Pieck" (Henri Pieck) y, lo más importante, "Henricus" o "Henryk Sneevliet"(Henk Sneevliet). En este mismo período, Richard Sorge puso en contacto a Reiss con Hede Massing para que la entrenara.

### Ruptura con Stalin y asesinato (1937)
En 1927 regresó brevemente a Moscú, donde recibió la Orden de la Bandera Roja. De 1929 a 1932 Reiss sirvió en Moscú, donde trabajó en la sección polaca de la Comintern, con la categoría de "extranjero" (no ruso). Entre las personas a las que Reiss y mujer conocieron en ese momento estuvieron Richard Sorge (alias "Ika"), el superior de Sorge, Alexander Borovich, Félix Gorski, Otto Braun, Max Maximov-Friedman, Franz Fischer, Pavlo Ladan y Theodore Maly. Valentin Markin informaba a Reiss en Moscú, el cual, a su vez, informaba a Abraham Slutsky. 

En 1936 sus amigos fueron llamados a Moscú, uno tras otro, y la mayoría fueron fusilados o desaparecieron durante la Gran Purga. Reiss mismo fue llamado a Moscú, pero aceptó que su esposa viajara en su lugar, a finales de 1936, permaneciendo allí hasta principios de 1937. A principios de 1937 Krivitsky fue llamado a su vez, pero consiguió renovar su misión en el extranjero. 

Después del regreso de Krivitsky, Reiss escribió una carta al Comité Central del Partido Comunista de la Unión Soviética, dirigida a Stalin y con fecha 17 de julio de 1937. En su carta devolvía la Orden de la Bandera Roja, señalando que llevar la medalla "junto con los verdugos de los mejores representantes de los trabajadores de Rusia" estaba por debajo de su dignidad.  Luego pasaba a condenar los excesos de las purgas de Stalin y las acciones de los servicios de seguridad del Estado soviético. También declaraba: "me uno a Trotsky y la IV Internacional". Aunque criticaba a Stalin y Yezhov, Reiss prometió no revelar secretos de seguridad del Estado.
Luego Reiss huyó con su esposa e hijo a la remota aldea de Finhaut, en el cantón de Valais, Suiza, para esconderse. Después de permanecer escondidos durante un mes Gertrude Schildbach contactó con ellos. Schildbach actuó actuó a las órdenes de Roland Lyudvigovich Abbiate, alias Francois Rossi, alias Vladimir Pravdin, de nombre en clave LETCHIK ("Piloto"), un expatriado ruso, ciudadano de Mónaco y agente de la NKVD soviética. Abbiate pidió a Schildbach que le diera una caja de bombones rellenos de estricnina a Reiss, pero Schildbach se negó; sin embargo accedió a preparar una reunión con él. El 4 de septiembre Reiss acordó reunirse con Schildbach en Lausana. Su esposa y su hijo Roman tomaron un tren para Territet, cantón de Vaud, Suiza. Reiss se encontraría con Schildbach y luego se proponía viajar en tren de Reims, Francia, para encontrarse con el comunista neerlandés Henk Sneevliet (que iba a publicar la carta de Reiss y la noticia de su deserción). Más tarde se reuniría con su familia en Territet. Nunca llegó a su tren de Reims. 

La esposa de Reiss relata en sus memorias que fue a Vevey, en el cantón de Vaud, para encontrarse de nuevo con Schildbach, el 5 de septiembre, pero la Schildbach ya no apareció. El 6 de septiembre, leyó un corto artículo, en un periódico de Lausana, sobre un hombre muerto, con un pasaporte checo a nombre de "Hans Eberhardt", cuyo cadáver se encontró la noche del 4 de septiembre en la carretera de Lausana a Chamblandes. Más tarde se identificó el cuerpo que llevaba el pasaporte de Eberhardt como el de su marido.
Reiss, utilizando el alias de "Eberhardt", fue atraído por Schildbach en una carretera secundaria cerca de Lausana, donde Roland Abbiate lo estaba esperando con una ametralladora soviética PPD-34. Al darse cuenta de lo que iba a suceder Reiss se abalanzó sobre Schildbach, arrancándole un mechón de cabello antes de que Abbiate le disparara. Reiss fue alcanzado por quince balas de la metralleta de Abbiate y murió instantáneamente: fue encontrado con cinco balas en la cabeza y siete en el cuerpo.  Después los dos asesinos colocaron el cuerpo de Reiss al lado de la carretera. Las investigaciones policiales posteriores revelaron que se encontró un largo mechón de pelo gris apretado en la mano del cadáver. En sus bolsillos había un pasaporte a nombre de Hans Eberhardt y un billete de tren para Francia. Un automóvil abandonado de marca americana fue localizado el 6 de septiembre, en Ginebra. En ese automóvil se encontraron prendas de vestir que condujeron a la identificación de dos hombres y una mujer. Uno de los hombres era Roland Abbiate, que se había registrado el 4 de septiembre en el Hotel de la Paix, en Lausana, con Schildbach. Los dos habían huido sin el equipaje y sin pagar la factura. La mujer no era otra que Gertrude Schildbach, de nacionalidad alemana, residente en Roma, y en la realidad agente OGPU Soviética en Italia.  El otro hombre era Etienne-Charles Martignat, nacido en 1900 en Culhat, en el Puy-de-Dôme, que vivía desde 1931 en el n º 18 de la avenida de Anatole France, en Clichy, París.  Entre los efectos dejados por Schildbach en el hotel había una caja de chocolates que contetían estricnina.  Poco después se hizo un depósito en un banco suizo, a nombre de Gertrude Schildbach, por la suma de 100.000 francos suizos (pero no se sabe si Schildbach llegó a retirar ese dinero, ya que nunca volvió a ser vista). Sin embargo, como el Gobierno del Frente Popular, de Francia, no deseaba en esa época perturbar las relaciones diplomáticas con la Unión Soviética y Stalin, ningún arresto o anuncio de los resultados de la investigación policial se hicieron en el momento. En 1951 el Ministerio del Interior francés realizó una investigación titulada “A Soviet Counter-espionage Network Abroad: the Reiss Case”. Allí él las autoridades francesas analizaron las acciones de los agentes de la seguridad del Estado soviético involucrados en el secuestro y asesinato de Reiss. Publicado el 20 de septiembre, el estudio concluyó que "el asesinato de Ignace Reiss el 4 de septiembre de 1937, en Chamblandes, cerca de Lausana, Suiza, es un ejemplo del seguimiento, vigilancia y liquidación de un 'desertor' del servicio secreto soviético."

## Consecuencias
En el primer aniversario del asesinato de Reiss su esposa (como "Elsa Reiss") describe su situación:

No esperaría mucho más. Ya había tomado una decisión. Traté de disuadirlo para que no fuera demasiado impulsivo, para que no hablara del asunto con otros compañeros. Sentía temor por su vida. Le supliqué que no se moviera solo, que se ocultara por un tiempo junto a otros compañeros, pero se limitó a decir: "Uno no puede contar con nadie. Hay que actuar en solitario y abiertamente. No se puede engañar a la historia, no hay ningún tiempo que perder." Llevaba razón. Uno está solo. Fue una liberación para él, pero también una ruptura con todo lo que había contado hasta entonces en su vida, con su juventud, con su pasado, con sus camaradas. Ahora estábamos completamente solos. En esas pocas semanas Reiss envejeció muy rápidamente, su cabello se volvió blanco como la nieve. Él, que amaba la naturaleza y la vida, contempló su entorno con ojos vacíos. Estaba rodeado de cadáveres. Su alma estaba en los sótanos de la Lubianka. En sus noches de insomnio veía su ejecución o su suicidio.

## Familia
Entre 1920 y 1922 Reiss se casó con Elsa Bernard (alias "Else Bernaud", alias "Elisabeth K. Poretsky," alias "Elsa Reiss"; 1.898-1.976) en Moscú; a veces, Elsa Reiss utilizó su apellido de soltera como otro alias.  En francés su libro se publicó con el título “Les nôtres” y bajo el alias de "Elisabeth K. Poretski". En “El Libro Negro del Comunismo” aparece como "Elizaveta Poretskaya ".
Tuvieron un hijo, un niño llamado Roman, nacido alrededor de 1926.

## Influencia

### 1952:Testigo(Witness), de Whittaker Chambers
Reiss aparece en las memorias de Whittaker Chambers, publicadas en 1952 con el título “Testigo” (Witness).  El asesinato de Reiss, en julio de 1937, fue quizás la última gota que condujo a Chambers no sólo a desertar, sino a hacer cuidadosos preparativos antes de hacerlo:

De repente los revolucionarios con toda una vida de entrega a la causa, tenían salir huyendo, como conejos, con la GPU en los talones (Barmine, de la legación soviética en Atenas, Raskolnikoff, de la legación soviética en Sofía, Krivitsky, de Amsterdam, Reiss de Suiza). Pero realmente Reiss no huyó. Por el contrario, valerosamente y en solitario envió su desafío a Stalin sin contar con la ayuda de nadie: "asesino de los sótanos del Kremlin, por la presente devuelvo mis decoraciones y recupero mi libertad de acción". Pero el desafío no es suficiente; la astucia es necesaria para luchar contra la astucia. Estaba escrito que tarde o temprano la puerta de una limusina de la GPU se abriría y el cuerpo de Reiss caería al suelo acribillado, como efectivamente sucedió poco después de su deserción. De los cuatro que he nombrado, únicamente Barmine les ganó la mano a los enviados a cazarlo. La muerte de Reiss me conmovió profundamente.

En comparación con Reiss, Chambers fue mucho más cuidadoso para eludir a los soviéticos, cuando desertó en abril de 1938, tal como se describe en “Testigo” (Witness).

### 1995:Ignace Reiss, de Daniel Kunzi
El cineasta suizo Daniel Kunzi filmó una película documental de 53 minutos, titulada “Ignace Reiss: Vie et mort d'un révolutionnaire”,  sobre la vida y muerte de Reiss, tras varios años de investigación. La película incluye testimonios, imágenes históricas, una reconstrucción de su asesinato, todo narrado con lecturas de las memorias de su esposa.  Participaron en la película Vanessa Redgrave, que lee los textos de las memorias de Elisabeth Poretsky, y Gerard Rosenthal, que relata sus servicios como abogado de León Trotsky y de Elisabeth Poretsky.

### 1998:El miedo a los Espejos(Fear of Mirrors), de Tariq Ali
La personalidad de "Ludwik" (uno de los alias de Ignace Reiss) está en el fondo de la novela de 1998, de Tariq Ali, “El miedo a los espejos” (Fear of Mirrors), ambientada durante la reunificación alemana, en 1990. Ali estaba fascinado por la historia de Ignace Reiss: "Ludwik se convirtió en una obsesión para mí."

## Advertencia
- Esta obra deriva de la traducción de Ignace Reiss de Wikipedia en inglés, publicada por sus editores bajo la Licencia de documentación libre de GNU y la Licencia Creative Commons Atribución-CompartirIgual 3.0 Unported.

### Escritos de la esposa de Reiss

#### Como Elsa Reiss
- Reiss, Elsa (September 1938). "Ignace Reiss: In Memoriam". New International. pp. 276–278. Retrieved August 30, 2010.

#### Como Elsa Bernaut
- Bernaut, Elsa (1951). "The Ukraine after the October Revolution (unpublished MSS)". Columbia University. p. 252.
- Bernaut, Elsa; Nathan Leites; Raymond L. Garthoff (1951). "Politburo Images of Stalin". World Politics.
- Bernaut, Elsa; Nathan Leites (1953). The Statutes of the Communist Party: Democratic Facade and Totalitarian Reality. Santa Monica, CA: Rand Corporation. pp. 22 (or 221?).
- Bernaut, Elsa; Nathan Leites (1954). Ritual of Liquidation: Bolsheviks on Trial. Glencoe, IL: Free Press. p. 515.
- Bernaut, Elsa; Nathan Leites (1956). Soviet collective leadership. Santa Monica, CA: Rand Corporation. p. 158.

#### Como Elisabeth K. Poretsky
- Poretsky, Elisabeth K. (1969). Our Own People: A Memoir of "Ignace Reiss" and His Friends. London: Oxford University Press. p. 278. ISBN 0-19-211199-X.
- Poretski, Elisabeth K. (1985). Les nôtres [Traduction de: Our own people] (2nd ed.). Paris: Denoël. p. 302.
- Poretski, Elisabeth K. (1996). Secret Agent Dzerzhinsky (Taĭnyĭ Agent Dzerzhinskogo). Moscow: Sovremennik. p. 413. ISBN 5-270-01919-1.
- Poretsky, Elisabeth K. (2018). Los nuestros. Vida y muerte de Ignace Reiss, agente soviético. Madrid: Fundación Federico Engels. p. 320. ISBN 978-84-16285-34-1.

### Imágenes
- Holz, Franz (9 October 1937). "L' assassinat d' Ignace Reiss". Amsab-Instituut voor Sociale Geschiedenis. Retrieved 15 November 2015.
- "Ignaz Reiss". Spartacus. Retrieved 15 November 2015.

### Otras referencias
- The New International: Victor Serge, "Portraying the men and events of our times," The Diary of Victor Serge – II (1937), January–February 1950, pp. 51–57
- Serge, Victor (1938). The Ignace Reiss murder: crime in Lausanne, a side light of the Moscow Trial. Paris: Editions Pierre Tisne. p. 138.
- Bornstein, Joseph (1951). The Politics of Murder. New York: Sloane. pp. 295 (chapter on Ignace Reiss).
- Chambers, Whittaker (1952). Witness. New York: Random House. pp. 36 ("like rabbits from a burrow"), 47, 461. LCCN 52005149.
- Hansen, Joseph (Summer 1956). "But Why Did They Confess?". International Socialist Review. pp. 102–105. Retrieved August 30, 2010.
- New York Review of Books: Neil Ascherson, "Communist Dropouts" (August 17, 1970): review of Elisabeth Poretsky's Our Own People
- Persee: Paris dans les années 30 : Sur Serge Efron et quelques agents du NKVD (1991)
- ArtFilm. ch documentary: Ignace Reiss: Vie et mort d'un révolutionnaire (1995)
- Haynes, John Earl; Harvey Klehr (1999). Venona: Decoding Soviet Espionage in America. New Haven: Yale University Press. pp. 256 (Ignace Reiss), 256–227 (Elsa Bernaut). ISBN 0-300-07771-8.
- Van Casteren, Joris (March 1, 2000). "Een transparant bestaan: Interview met Igor Corenlissen". De Groene Amsterdammer. Retrieved September 7, 2010.
- Internationalsit: ICL Decrees: No More “Reiss Factions” (March 2001)
- Kern, Gary (2004). A Death in Washington: Walter G. Krivitsky and the Stalin Terror. Enigma Books. pp. Natan 80, Steff Brandt 122 and 438, Ignace Reiss [forthcoming]. ISBN 978-1-929631-25-4.
- Hartmans, Rob (2007). "De moord op Ignace Reiss". Historisch Nieuwsblad. Retrieved September 7, 2010.
- Vassiliev, Alexander; John Earl Haynes; Harvey Klehr (2009). Spies: The Rise and Fall of the KGB in America. New Haven: Yale University Press. pp. 5, 232–233. ISBN 978-0-300-12390-6.
- "Bombonierka ("Chocolate Box")". Focus.pl - History. Retrieved September 24, 2010.
- Chambers, David (September 22, 2009). "Alan Cowell: The Terminal Spy". Whittaker Chambers in Books. Retrieved September 3, 2010.
- DanielKunzi.ch: video clip of [the 1995 film titled] Ignace Reiss [Not a clip of the man himself!]
- Bornstein, Joseph (1951). The Politics of Murder. Sloane. Retrieved 15 November 2015.

- Datos: Q782035